# 邬学文
邬学文（1927年—2012年），男，浙江宁波人，中国波谱学家，曾任华东师范大学副校长、教授、博士生导师，中国物理学会理事。